# Euplassa taubertiana
Euplassa taubertiana là một loài thực vật có hoa trong họ Quắn hoa. Loài này được K.Schum. miêu tả khoa học đầu tiên năm 1902.